# Tarentola boehmei
Espèce
Statut de conservation UICN

 LC  : Préoccupation mineure
Tarentola boehmei est une espèce de geckos de la famille des Phyllodactylidae.

## Répartition
Cette espèce se rencontre dans le sud-ouest du Maroc et dans le Sahara occidental. Sa présence est incertaine en Mauritanie.

## Étymologie
Cette espèce est nommée en l'honneur de l'herpétologiste allemand Wolfgang Böhme (1944-).

## Publication originale
- Joger, 1984 : Taxonomische Revision der Gattung Tarentola (Reptilia: Gekkonidae). Bonner Zoologische Beiträge, vol. 35, no 1-3, p. 129-174 (texte intégral).